# Brahmācarya
Brahmācarya (devanāgarī: ब्रह्मचर्य;  "condotta in armonia con il Brahman) è il primo āśhrama dell'induismo.
Si accede a questo stadio e alla relativa vita religiosa con il rito, fondamentale, dello upanayana. È lo stadio del giovane studente religioso, il brahmācarin che deve avviarsi e completare lo studio del Veda presso un maestro (guru), praticando una rigida castità.
Secondo la tradizione indiana, l'astinenza sessuale e la purificazione dai bisogni terreni (auto controllo) favoriscono una completa dedizione alla meditazione che conduce alla realizzazione spirituale.
Tuttavia è riduttivo poter tradurre ed esprimere il concetto di Brahmācarya con la parola "castità" : esso infatti possiede un significato più ampio, meglio descritto dalla parola "continenza", ossia l'applicazione nella vita di tutti i giorni del senso della misura. 
Si accede allo stato di Brahmācarya facendo buon uso della propria energia personale, impiegandola nella ricerca interiore di una condizione di pace ed armonia nel tutto e con il tutto, piuttosto che dissipandola nel ricercare esteriormente, soprattutto nella realizzazione dei desideri materiali, un appagamento effimero e transitorio.